# Schalke 04 II
El Schalke 04 II es un equipo de fútbol de Alemania que juega en la Regionalliga West, una de las ligas regionales que conforman la cuarta división de fútbol en el país.

## Historia
Fue fundado en el año 1963 en la ciudad de Gelsenkirchen y es un equipo reserva del Schalke 04, el cual se compone de jugadores principalmente entre 18 y 25 años, reforzado con algunos jugadores veteranos con el fin de integrar el primer equipo en un futuro, por lo que no puede jugar en la Bundesliga.

## Estadio
El Schalke 04 II juega sus partidos de local en el Mondpalast-Arena en la ciudad de Herne desde el 2008, el cual tiene una capacidad para 13 500 espectadores.

## Palmarés
- Oberliga Westfalen: 2

2003, 2019
- Westfalenliga: 2

1992, 1997

## Entrenadores desde 1992
- Klaus Fischer (1992–1995)
- Klaus Täuber (1995–2002)
- Gerhard Kleppinger (2002–2005)
- Mike Büskens (2005–2008)
- Sven Kmetsch (2008)
- Markus Högner (2008–2009)
- Oliver Ruhnert (2009–2010)
- Michael Boris (2010–2011)
- Bernhard Trares (2011–)